# Жуков, Василий Разумникович
 Василий Разумникович Жуков  (1823—1896) — вице-губернатор Оренбургской и Полтавской губерний.

## Биография
Происходил из дворян Жуковых: был правнуком сенатора М. М. Жукова и внуком секретаря русского посольства в Лондоне В. М. Жукова.
Окончил в Санкт-Петербурге 3-ю гимназию (1840) и университет (1845), после чего определился помощником столоначальника в Саратовскую палату Государственных имуществ. В 1847 году занял должность переводчика при Саратовском губернском правлении, где был редактором «Саратовских Губернских Ведомостей» и начальником газетного стола. В 1850 году был определён младшим помощником секретаря Департамента Герольдии Правительствующего Сената, затем был старшим помощником, секретарем 2-го отделения V департамента Сената и обер-секретарем. В 1857 году был переведён столоначальником канцелярии Министерства государственных имуществ, где был затем управляющим 1-м отделением. В 1859 году вышел в отставку и в декабре 1860 года был избран директором Александровского дворянского банка в Нижнем Новгороде, но отказался по болезни от должности и в 1861 году был избран мировым посредником 3-го участка Ардатовского уезда.
Через четыре года, 11 июля 1865 года, он был назначен Оренбургским вице-губернатором, а 14 июля 1880 года был переведён на ту же должность в Полтавскую губернию и в этой должности скончался 14 (26) марта 1896 года.

## Источник
- Павловский И. Ф. Полтавцы: Иерархи, государственные и общественные деятели и благотворители. — Полтава: Т-во Печатн. Дела (тип. бывш. Дохмана), 1914